# پسیفیک آلاسکا ایرویز
پسیفیک آلاسکا ایرویز (به انگلیسی: Pacific Alaska Airways) یک شرکت هواپیمایی است که در تاریخ ۱۹۳۲ میلادی تأسیس شده است. این شرکت هواپیمایی به جونو، آلاسکا، پرواز مستقیم انجام می‌دهد.